# Gontiti
Gontiti (ゴンチチ, Gontiti) é uma dupla de violonistas japoneses formada em 1978 pelos músicos Masahiko "GONzalez" Mikami (nascimento: 30 de Dezembro de 1953, em Osaka-JAP) e Masahide "TITI" Matsumura (nascimento: 6 de Setembro de 1954, em Osaka- JAP). Sua música é uma mescla de vários estilos, que inclui bossa nova, flamenco, e música clássica.
Durante as últimas décadas, suas canções foram ouvidas em uma grande variedade de estabelecimentos, incluindo canais japoneses (músicas-tema, comerciais, trilhas sonoras, etc), filmes, e também no rádio. A dupla tem sido aclamada como "o som contemporâneo mais original japonês" e "a música mais confortável na terra." 

## Membros
- Masahiko "GONzalez" Mikami (ゴンザレス三上) - GON (Nascimento: Osaka, Japão, 30 de dezembro de 1953 (71 anos)) - Violão
- Masahide "TITI" Matsumura (チチ松村) - TITI (Nascimento: Osaka, Japão, 6 de setembro de 1954 (70 anos)) - Violão

## Gravações
Até 2007, Gontiti havia gravado mais que trinta álbuns e compilações.  A maioria deles com os selos Sony e Epic Records.
A dupla gravou várias músicas para filmes japoneses, sendo "Ninguém pode saber" [de Hirokazu Kore-Eda, de 2004] (em japonês Dare mo shiranai, e em inglês Nobody Knows), o mais notável deles.

### Discografia
|    | Álbum                                                                                                | Dia do Lançamento | Gravadora             | Nota |
| -- | --- | ----------------- | --------------------- | --- |
| 01 | ANOTHERMOOD+Wakiyaku de arutomo shirazuni                                                            | 25/07/1983        | Epic                  | |
| 02 | Physics                                                                                              | 22/02/1985        | Epic/Sony             | |
| 03 | Sunday Market                                                                                        | 21/04/1986        | Portrait Records      | |
| 04 | Fuyo no Nihonjin                                                                                     | 01/11/1986        | Epic/Sony             | |
| 05 | Madame Q no isan                                                                                     | 22/07/1987        | Epic/Sony             | |
| 06 | In the Garden                                                                                        | 21/07/1988        | Epic                  | |
| 07 | Spirit of Gontiti                                                                                    | 21/05/1989        | Epic/Sony             | |
| 08 | Body of Gontiti                                                                                      | 21/05/1989        | Epic/Sony             | |
| 09 | Devonian Boys                                                                                        | 21/04/1990        | Epic                  | |
| 10 | Fingering Christmas                                                                                  | 01/12/1990        | Epic/Sony             | |
| 11 | KIT                                                                                                  | 21/06/1991        | Epic/Sony             | |
| 12 | Muno no hito (Original soundtrack)                                                                   | 10/10/1991        | Epic/Sony             | |
| 13 | Gravity Loves Time                                                                                   | 22/07/1992        | Epic/Sony             | |
| 14 | Nichio ha dameyo (Original soundtrack)                                                               | 02/06/1993        | Epic/Sony             | |
| 15 | Bonobono (Original soundtrack)                                                                       | 22/09/1993        | Epic/Sony             | |
| 16 | VACANCES                                                                                             | 21/07/1994        | Epic/Sony             | |
| 17 | Black Ant's Life                                                                                     | 01/09/1995        | Epic/Sony             | |
| 18 | Live                                                                                                 | 01/07/1996        | Sony                  | |
| 19 | Easy Busy                                                                                            | 19/02/1997        | Sony                  | |
| 20 | Duo                                                                                                  | 21/07/1997        | Sony                  | |
| 21 | Strings with Gontiti                                                                                 | 18/07/1998        | Sony                  | |
| 22 | Red Box                                                                                              | 23/07/1999        | Sony                  | |
| 23 | Best of Gontiti Works                                                                                | 19/04/2000        | Unknown               | |
| 24 | GUITARS                                                                                              | 14/03/2001        | Pony Canyon Records   | |
| 25 | Made in Ukulele                                                                                      | 15/05/2002        | Sony                  | |
| 26 | Gontiti "best"                                                                                       | 21/08/2002        | Epic                  | |
| 27 | A Magic Wand of "Standards"                                                                          | 04/12/2002        | Sony                  | |
| 28 | Gontiti Recommends Gontiti                                                                           | 30/07/2003        | Sony                  | |
| 29 | Gontiti 25th anniversary CD/DVD                                                                      | 17/12/2003        | Unknown               | |
| 30 | Nobody Knows (Original soundtrack)                                                                   | 04/08/2004        | Pony Canyon Records   | |
| 31 | XO                                                                                                   | 01/12/2004        | Sony                  | |
| 32 | Otona no natsu yasumi (Original soundtrack)                                                          | 29/07/2005        | Unknown               | |
| 33 | Gontiti Super Best                                                                                   | 21/03/2007        | Unknown               | |
| 34 | hanonseikatsu ¤                                                                                      | 04/04/2007        | Unknown               | ¤ Disco solo de Masahide "TiTi" Matsumura                                                                     |
| 35 | Green Shadow, White Door ¤¤                                                                          | 04/04/2007        | Unknown               | ¤¤ Disco solo de Masahiko "GONzalez" Mikami                                                                   |
| 35 | Aruitemo Aruitemo (Still Walking) (Original soundtrack)                                              | 11/06/2008        | Unknown               | |
| 36 | VSOD -very special ordinary days-                                                                    | 06/08/2008        | Sony Music            | |
| 37 | Humble Music                                                                                         | 2011              | Unknown               | |
| 38 | Going My Home: Original Soundtrack (ドラマ「ゴーイング マイ ホーム」サウンドトラック)                | 2012              | In The Garden Records | - Trilha-sonora de uma série dramática de TV escrita por Hirokazu Kore-eda - Lançado somente em versão online |
| 39 | Ore wa mada honki dashitenaidake: Original Soundtrack (映画「俺はまだ本気出してないだけ」本気音楽集) | 2013              | Epic Records Japan    | - Trilha-sonora do filme I'll Give It My All... Tomorrow                                                      |